# Apamea expallescens
Apamea expallescens là một loài bướm đêm trong họ Noctuidae.